# Fevillea pedatifolia
Fevillea pedatifolia là một loài thực vật có hoa trong họ Cucurbitaceae. Loài này được (Cogn.) C.Jeffrey mô tả khoa học đầu tiên năm 1962.